# The Balloon-Hoax
The Balloon-Hoax (også kendt som Poe's Balloon-Hoax), udgivet 1850, er titlen på en novelle af den amerikanske forfatter og digter, Edgar Allan Poe. Novellen blev oprindeligt trykt i 1844 i en ekstraudgave af avisen The New York Sun. Dog ikke med denne titel, men med en overskrift, 
der lyder:
ASTOUNDING NEWS!

BY EXPRESS VIA NORFOLK:

* * * * * * *

THE ATLANTIC CROSSED

IN THREE DAYS!

* * * * * * *

SIGNAL TRIUMPH OF

MR. MONCK MASON'S

FLYING MACHINE!!!
I de senere genoptryk fik novellen dén titel, som den nu er kendt under – med en hentydning til, at den oprindelige artikel var opspind. Novellen er udgivet på dansk på Carit Andersens Forlag under titlen Ballon Krøniken.

## Handling
Otte personer – der i blandt et par af tidens hovedfigurer inden for konstruktionen af flyvemaskiner og to sømænd – bygger en luftballon, der skal kunne tilbagelægge turen fra det nordlige Wales til Paris i Frankrig. Første del af novellen beskriver nogle af opfindelserne bag ballonen, som blandet involverer en spiral, opfundet af Archimedes. Denne kan, når den kombineres med en fjedermekanisme, skabe en fremdrift for fartøjet. Desuden beskrives opfindelsen af et stykke tov, som – idet det hænger ud over rælingen og ned på jorden (eller havet) kan bruges til at justere ballonens højde uden brug af konventionel ballast. I anden del beskrives turen over den engelske kanal, som dog tager en uventet drejning, idet vinden pludselig viser sig særdeles gunstig til en rejse mod Amerikas nordkyst. Besætningen beslutter at ændre kursen og ankommer – uden de store besværligheder – få dage senere til Amerika og bliver derved de første, som krydser Atlanten ad luftvejen.

## Udgivelse af novellen
The Complete Tales & Poems of Edgar Allan Poe, Castle Books, 1985